# Merocanites
Merocanites is een uitgestorven geslacht van mollusken dat leefde tijdens het Vroeg-Carboon.

## Beschrijving
Deze ammonietachtige had een afgeplatte, los gespiraliseerde schelp met een afgeronde buikzijde, een brede open navel en parallel lopende zijwanden. De flanken waren licht gewelfd en toonden sutuurlijnen met diverse bladvormige plooien. De diameter van de schelp bedroeg ongeveer 5 cm.

## Leefwijze
Dit mariene geslacht bewoonde matig diepe wateren.